# ألين أوفتشينا
ألين أوفتشينا مواليد 27 فبراير 1989 في جمهورية يوغوسلافيا الاشتراكية الاتحادية، هو لاعب كرة يد بوسني يلعب كجناح أيسر. مثل منتخب البوسنة والهرسك لكرة اليد.

## سجل المنافسة
شارك في البطولات التالية:
- بطولة العالم لكرة اليد للرجال 2015

## روابط خارجية
- ألين أوفتشينا على موقع الاتحاد الأوروبي لكرة اليد (الإنجليزية)